# Yadegar Asisi

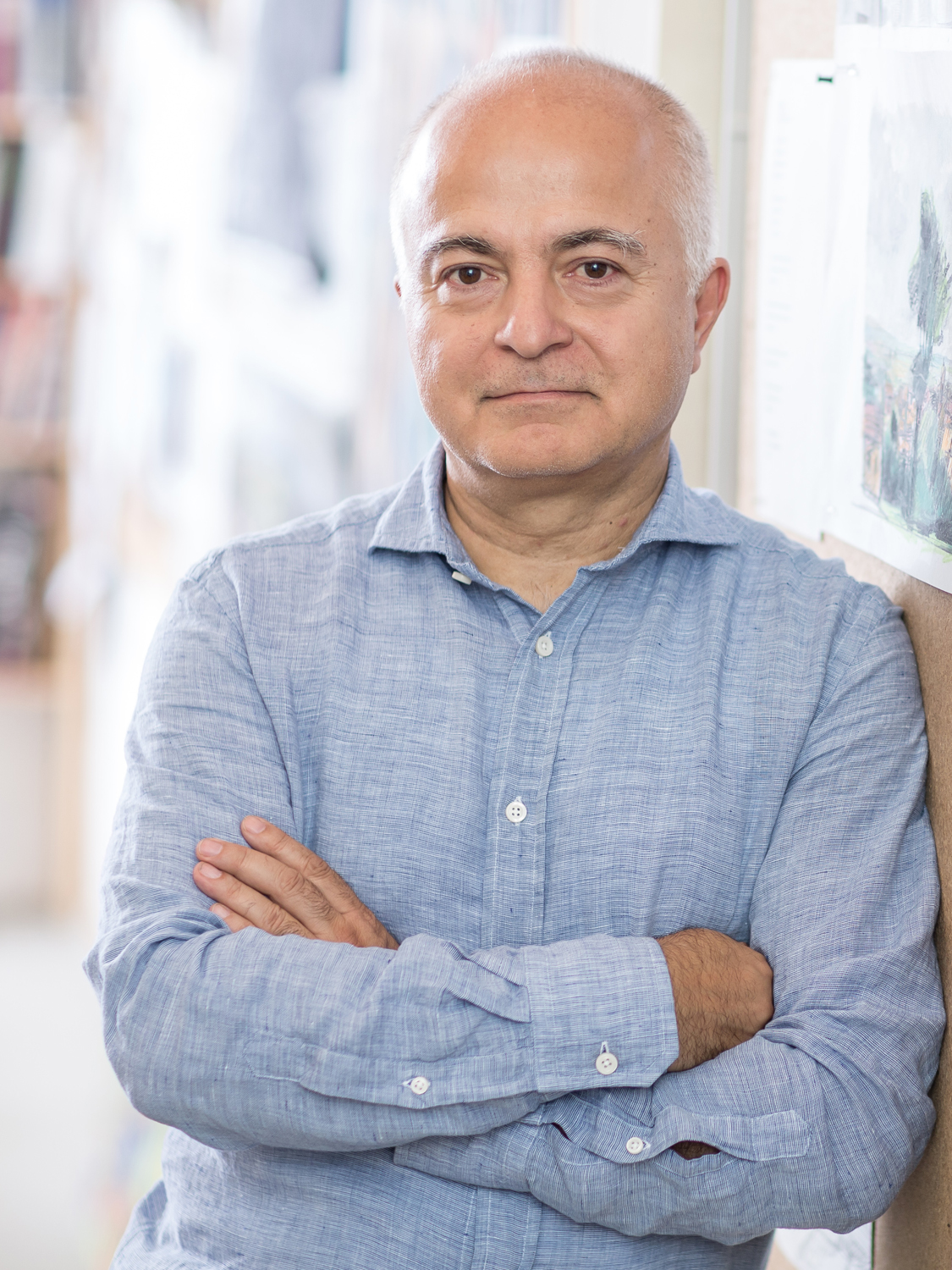
Yadegar Asisi, 2017

Yadegar Asisi (* 8. April 1955 in Wien; eigentlich Yadegar Asisi Namini) ist ein deutscher Künstler, Architekt und ehemaliger Hochschullehrer.

## Leben
Asisi ist der Sohn iranischer Eltern. Er wurde während der Flucht seiner Mutter mit seinen vier älteren Geschwistern aus dem Iran nach Europa in Wien geboren. Sein Vater Nemat Asisi Namini war einer von zwanzig kommunistischen Offizieren, die verraten wurden und die der Schah von Persien hinrichten ließ.
Kindheit und Schulzeit verbrachte er in Halle (Saale) und Leipzig. Von 1973 bis 1978 studierte er Architektur an der Technischen Universität Dresden und schloss sein Studium als Diplom-Ingenieur für Architektur ab. 1978 wurde er aufgefordert, die DDR zu verlassen – das war fester Bestandteil des Vertrages über seinen Aufenthalt.
Von 1978 bis 1984 folgte ein Studium der Malerei in Westberlin an der Hochschule der Künste in Berlin (HdK). 1982 bildete er mit den Architekten Andreas Brandt und Rudolf Böttcher die Arbeitsgemeinschaft Brandt-Asisi-Böttcher. In dieser Zeit war Asisi an der Planung des Versuchsbahnhofs der Berliner M-Bahn beteiligt. Von 1987 bis 1994 hatte er einen Lehrauftrag für perspektivisches Zeichnen an der HdK; im Jahr 1991 war er dort Gastprofessor im Fachbereich Architektur. Von 1996 bis 2008 war er Professor für freie Darstellung im Fachbereich Architektur an der Beuth-Hochschule für Technik Berlin.

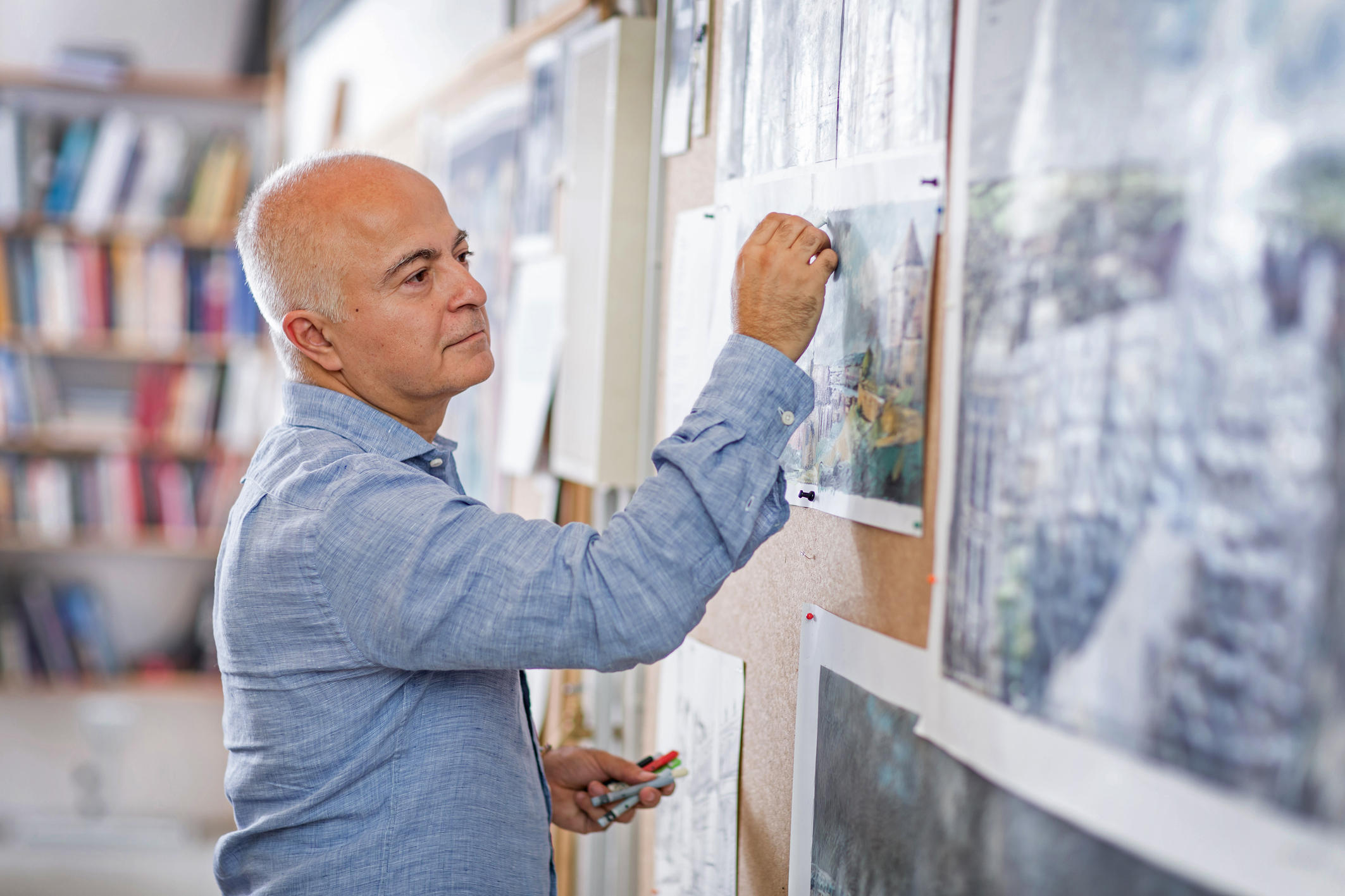
Yadegar Asisi im Atelier

Nach mehreren Preisen in städtebaulichen Wettbewerben wandte sich Asisi zu Beginn der 1990er Jahre besonders den Panoramadarstellungen zu. Seit 2003 kreiert er die größten Panoramen der Welt.
Mit seinen monumentalen Panoramabildern knüpft er an die großen Panoramen des 19. Jahrhunderts an. Panometer ist eine Wortschöpfung des Künstlers, gebildet durch das Zusammenziehen der Wörter Panorama und Gasometer. Es bezeichnet einen umfunktionierten ehemaligen Gasometer, der heute als Ausstellungsgebäude für 360-Grad-Panoramen und als besonderer Veranstaltungsort dient.
Das Panometer Leipzig besteht seit 2003, das Panometer Dresden seit Dezember 2006. Das erste Asisi-Panorama 8848Everest360° im Panometer Leipzig betrachteten zwischen 2003 und Anfang 2005 rund 450.000 Besucher. Weitere Standorte sind Berlin (Panorama am Pergamonmuseum am Kupfergraben und asisi Panorama Berlin am Checkpoint Charlie Friedrichstraße), der Gasometer Pforzheim in Baden-Württemberg, das „Wittenberg360“ in der Lutherstadt Wittenberg und das „Panorama XXL“ in Rouen, Frankreich. An allen Ausstellungsorten sind großformatige Panoramadarstellungen zu sehen, die größten über 100 Meter lang und rund 30 Meter hoch. Ein circa 3000 Quadratmeter großes Bild besteht aus einzelnen Stoffbahnen aus Polyester und wiegt 750 Kilogramm.
Asisi lebt in Berlin und hat sein Atelier in Berlin-Kreuzberg.

## Panoramen
Die Musik zu den Ausstellungen wurde von Eric Babak komponiert.

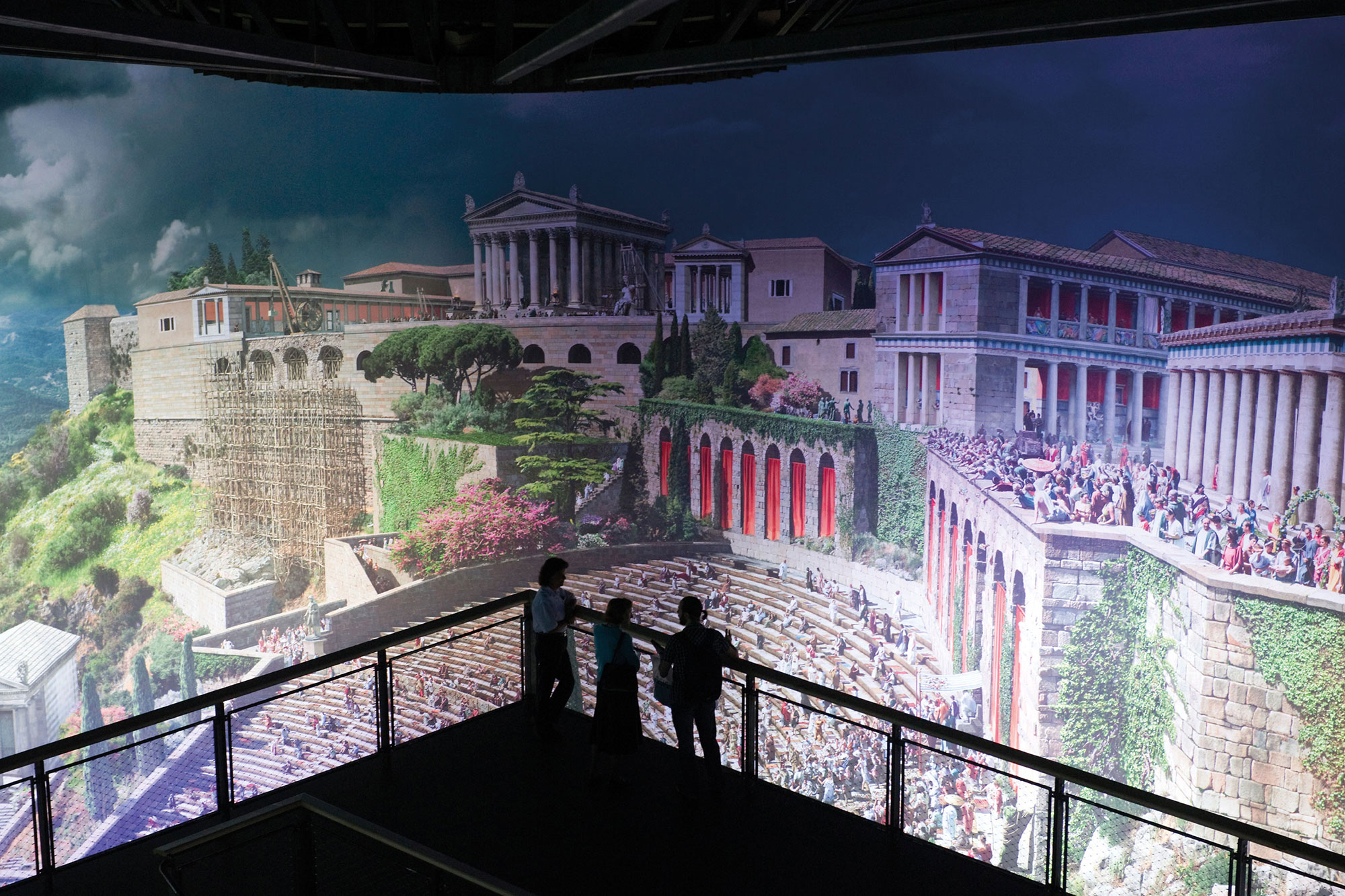
Besucher vor dem von Asisi geschaffenen Panorama Pergamon – Panorama der antiken Metropole

- Everest war das erste Riesenpanorama des Künstlers und wurde im Panometer Leipzig von 2003 bis 2005 gezeigt; in den Jahren 2012 und 2013 war es erneut in Leipzig zu sehen. Das Panorama führt auf eine Expedition in den Himalaya.[7]
- Rom 312 wurde erstmals von 2005 bis 2009 in Leipzig, dann 2011–2012 in Dresden und ab Dezember 2014 in Pforzheim und Rouen (Frankreich) gezeigt. In Pforzheim wurde ein historischer Gasometer umgenutzt, in Rouen eigens eine Rotunde an der Seine errichtet. Thema ist das spätantike Rom im Jahr 312 n. Chr. in seiner architektonischen Blüte und zur Zeitenwende von Kaiser Konstantin.[8]
- Dresden im Barock zeigt im Wechsel mit Dresden 1945 im Sommer, Herbst und Winter in Dresden das barocke Florenz an der Elbe, u. a. durch Inspiration der Veduten von Canaletto. Eine begleitende Ausstellung mit Rauminstallationen führen die Besucher in das Thema und die Geschichte des Dresdner Barock ein.[9]
- Dresden 1945 zeigt seit 2015 im Wechsel mit Dresden im Barock im ersten Jahresquartal in Dresden die zerstörte Stadt nach den alliierten Bombenangriffen im Februar 1945.[10] Begleitende Rauminstallationen führen die Besucher in die Thematik und die Zeitgeschichte von etwa 1900 bis 1945 ein. Das Panorama wurde 2015 von fast 165.000 Besuchern gesehen.
- Amazonien ist ein Panoramagemälde, das die Welt des südamerikanischen Regenwaldes (Amazonasbecken) auf einem 360°-Panorama mit über 3200 Quadratmetern Bildfläche zeigt. Es wurde erstmals 2009 bis 2012 in Leipzig und außerdem 2015/2016 in Rouen gezeigt. Von November 2017 bis Dezember 2020[11] war es in Hannover zu sehen. Seit Januar 2024 wird es in Dresden und seit Dezember 2024 in Pforzheim gezeigt. Begleitet wird das Panorama von einer Ausstellung über Flora und Fauna des Amazonasbeckens, Daten und Fakten seiner Erforschung und einem Riesenmodell eines Moskitos.[12]
- Pergamon – Panorama der antiken Metropole wurde in Kooperation mit der Antikensammlung der Staatlichen Museen zu Berlin gezeigt. Das zweite Antikenpanorama Asisis war von Oktober 2011 bis einschließlich September 2012 im Ehrenhof des Pergamonmuseums auf der Berliner Museumsinsel zu sehen. Das Panorama zeigt die Architektur und umgebende Landschaft Pergamons und stellt das Leben in römischer Zeit, zur Regierungszeit von Kaiser Hadrian, dar. Seit November 2018 ist das Panorama überarbeitet in dem temporären Gebäude Pergamonmuseum. Das Panorama inklusive einer Ausstellung bis voraussichtlich 2024 zu sehen.[13]
- Die Mauer wird seit September 2012 in einer extra für das Panorama gebauten Rotunde am Checkpoint Charlie in Berlin gezeigt. Es zeigt einen Blick auf die Anlagen der Berliner Mauer an einem Novembertag in den 1980er Jahren in der Sebastianstraße.[14]
- Leipzig 1813 wurde von 2013 bis 2015 im Panometer Leipzig gezeigt und hat die Völkerschlacht bei Leipzig aus der Perspektive der Stadt Leipzig vom Turm der Thomaskirche zum Thema. Das Panorama war Teil des Leipziger Jubiläumsjahres Leipzig 1813–1913–2013.[15]
- Great Barrier Reef ist ein 360°-Panorama, das die Unterwasserwelt des Great Barrier Reefs auf einem Riesenrundbild mit etwa 3500 Quadratmetern Bildfläche zeigt. Es war von 2015 bis 2017 im Panometer Leipzig und von 2017 bis 2018 in Rouen zu sehen. Ab November 2018 war es in Pforzheim ausgestellt.[16]
- Rouen 1431 ist eine Zeitreise in die Spätgotik nach Frankreich in die Normandie. Es hatte 2016 seine Premiere im Panorama XXL in Rouen. Begleitet wurde das Panorama von einer kleinen einführenden Ausstellung über die Stadt Rouen und den Hundertjährigen Krieg zwischen England und Frankreich.[17]
- Luther 1517 zeigt seit 2016 im 360°-Panorama die Gesellschaft und ihr Treiben vor 500 Jahren in der Lutherstadt Wittenberg. Neben zahlreichen anonymen Zeitgenossen tauchen Martin Luther in mehreren Szenen und Lebensaltern sowie berühmte Wegbegleiter wie Lucas Cranach der Ältere, Thomas Müntzer oder Kurfürst Friedrich der Weise auf. Die Eröffnung erfolgte im Oktober 2016. Schirmherrin des Projekts ist Margot Käßmann.[18]
- Titanic war von Januar 2017 bis Januar 2019 im Panometer Leipzig ausgestellt. Das 360°-Panorama führt die Besucher auf eine Expedition zu den Überresten des Schiffswracks.[19]
- Carolas Garten im Panometer Leipzig führt seit Januar 2019 in einen ganz normalen Garten. Die Besucher nehmen dabei die Perspektive eines Insekts an. Zentral ist eine gigantische Biene beim Bestäuben einer Kamille. Einführend werden ca. 100 Aquarelle, Acrylmalereien, Fotografien und Filmbeiträge von Yadegar Asisi gezeigt, die seine Annäherung an das Thema darstellen. Präsentiert wird das Projekt vom Kunsttheoretiker Bazon Brock.[20] Zusätzlich wurden in die Ausstellung acht XXL-Insektenmodelle der Hamburger Designerin Julia Stoess integriert.[21]
- Die Kathedrale von Monet zeigt seit Juli 2020 in Rouen den Platz der Kathedrale von Rouen im Stil des Impressionismus anhand der Gemäldeserie zur Kathedrale von Claude Monet. Erstmals wurde ein Panorama in Gänze in Öl ausgeführt, bevor es digital vergrößert und auf Leinwand gedruckt wurde. Die einführende Ausstellung thematisiert die künstlerischen Debatten der Epoche und den Entstehungsprozess des Panoramas.[22] Seit März 2024 ist das Panorama in Leipzig zu sehen.

## Ehrungen (Auswahl)
- 1989 Mies-van-der-Rohe-Preis
- 2015 Sächsischer Verdienstorden[23]
- 2019 Sonderpreis des Wittenberger Lucas-Cranach-Preises[24]
- 2022 Signierte Bodenplatte vor dem Theatermuseum Meiningen anlässlich einer Benefizveranstaltung